# 富榮花園
富榮花園（英語：Charming Garden）是位於香港九龍半島西九龍填海區旺角西地段的住宅，屬於私人機構參建居屋屋苑，於1998年5月落成。發展商為其士發展全資附屬公司銳中有限公司，由周氏建築師事務所（周念申建築師）設計，耀榮建築承建，而管理公司為其士富居，由香港房屋委員會負責監管發展過程及推售，參考實用率為86%。
富榮花園有「九龍居屋王」之稱，是九龍區甚至全香港昂貴的二手綠表市場居屋之一，未補地價實呎價均超過一萬港元，先後已多次成為「居屋王」。2018年7月，17座中層A室3房單位以1065萬元易手，成交價創屋苑以至全港已補價的居屋新高，亦爲全港歷史上首個售價破千萬的居屋單位。

## 歷史
富榮花園位於西九龍填海區旺角西地段，而西九龍填海計劃乃香港機場核心計劃之一，於1995年動工。房委會於1997年樓市高峰期推售，以市價五折定價。首次推出單位售價由約133萬至275萬元。不過同年亞洲金融風暴令樓市下挫，觸發買家撻訂，房委會於1998年重售屋苑約2000個單位。

## 屋苑位置
現時旺角西富榮花園所在的位置在填海前是油麻地避風塘，填海後的避風塘從渡船街以西移至新填海區以西的海傍。
富榮花園位置東臨渡船街，整個屋苑橫跨海泓道左右兩邊，海泓道以東為第一期7至18座，而海泓道以西則為第二期1至6座，與同在西九龍填海區上的海富苑、柏景灣、帝柏海灣、帝峰·皇殿及奧海城相鄰。屋苑附近有多間學校，包括：油蔴地天主教小學（海泓道）、保良局陳守仁小學、香港管理專業協會李國寶中學及於2008年底啟用的香港理工大學香港專上學院西九龍校園。

## 屋苑資料

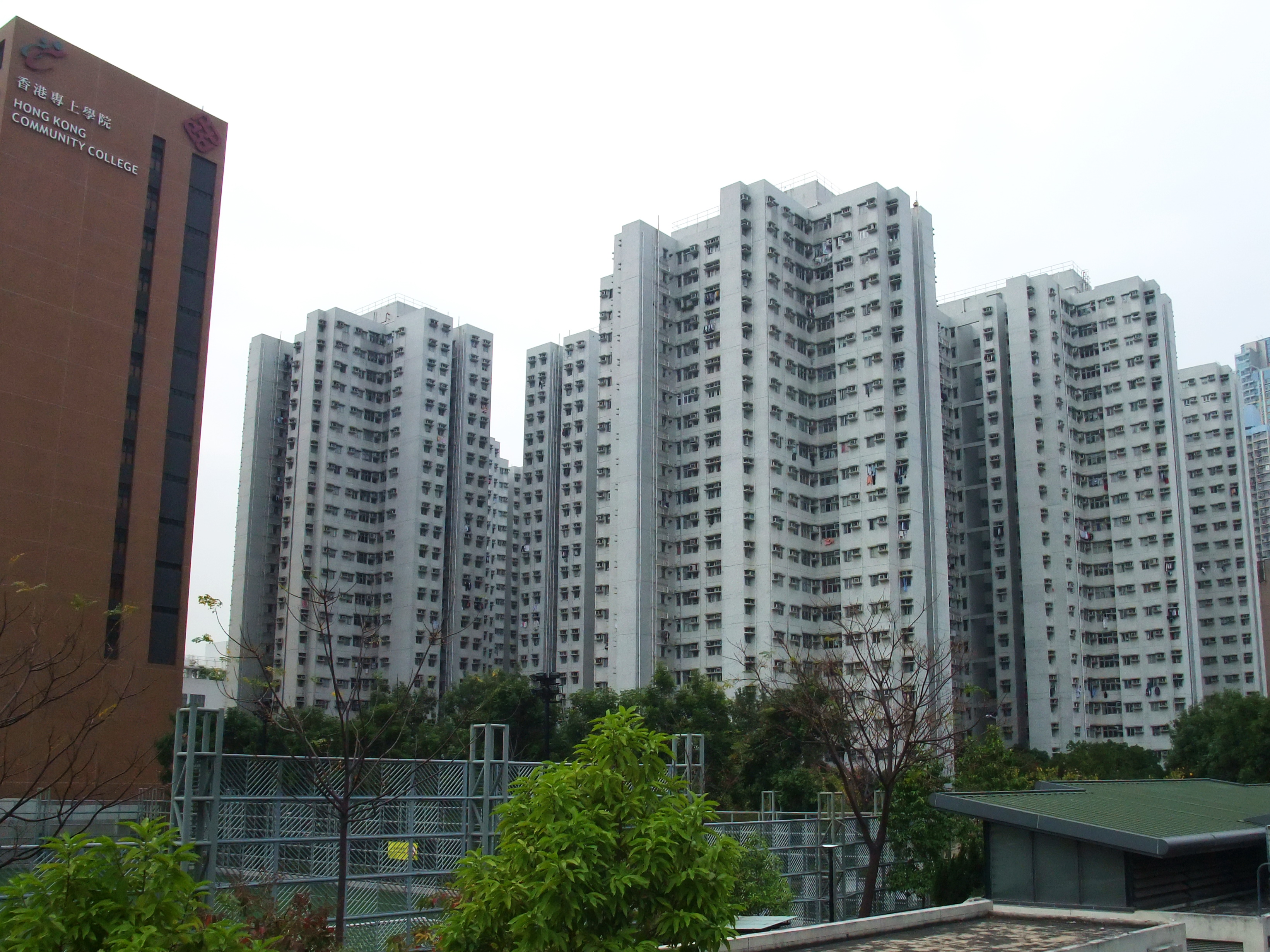
從渡船街北望富榮花園。左方為香港理工大學香港專上學院西九龍校園。

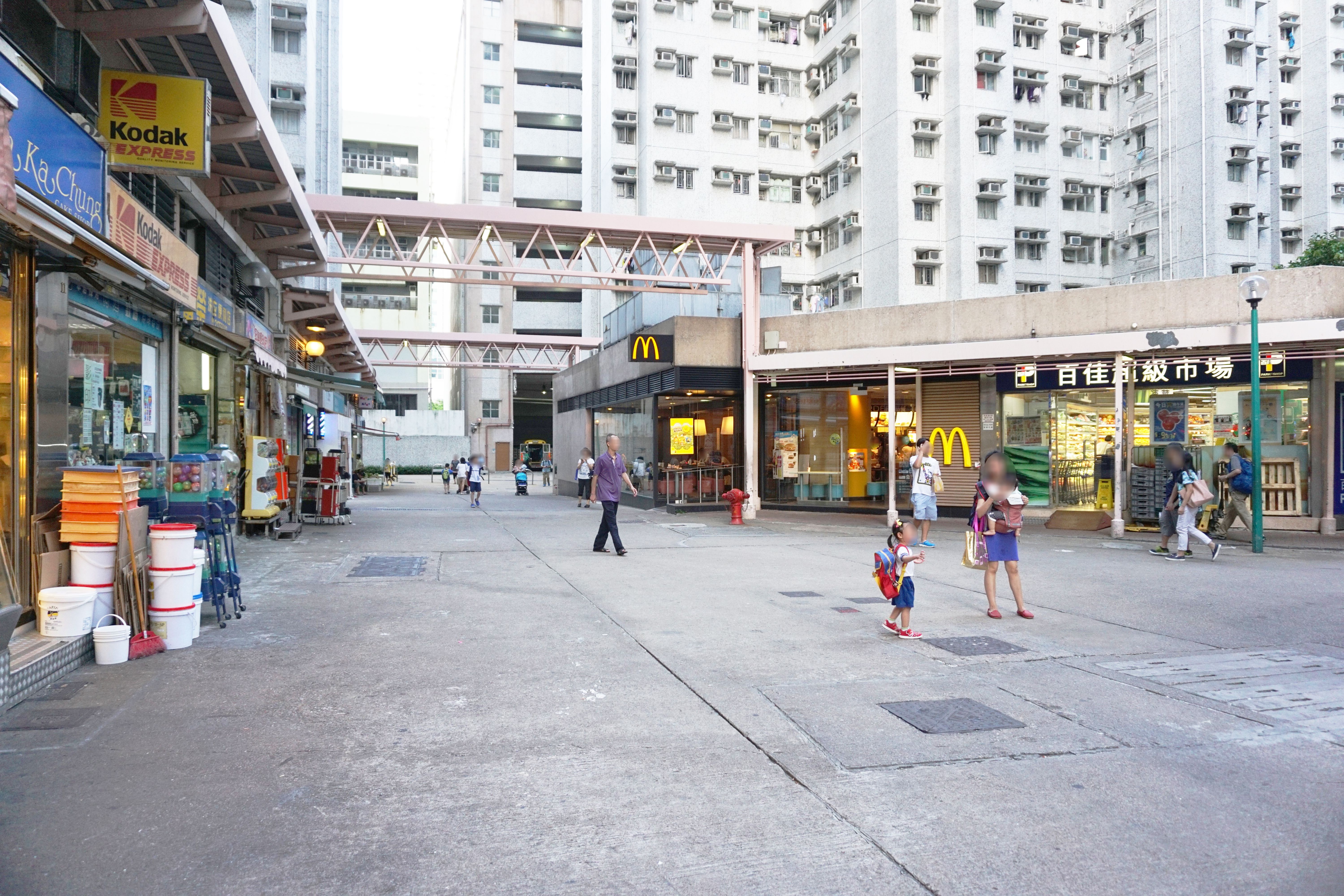
東面商店

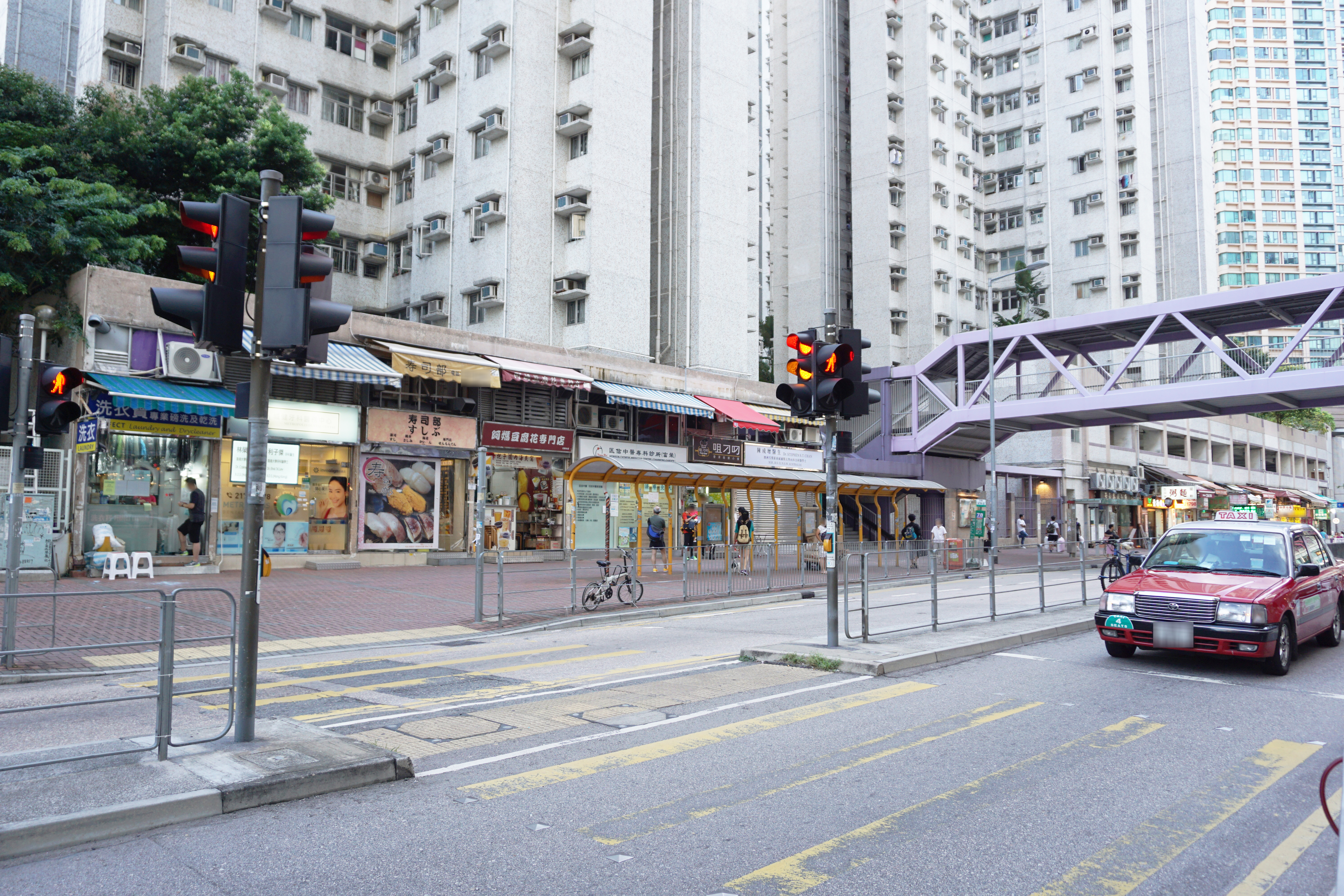
西面商店

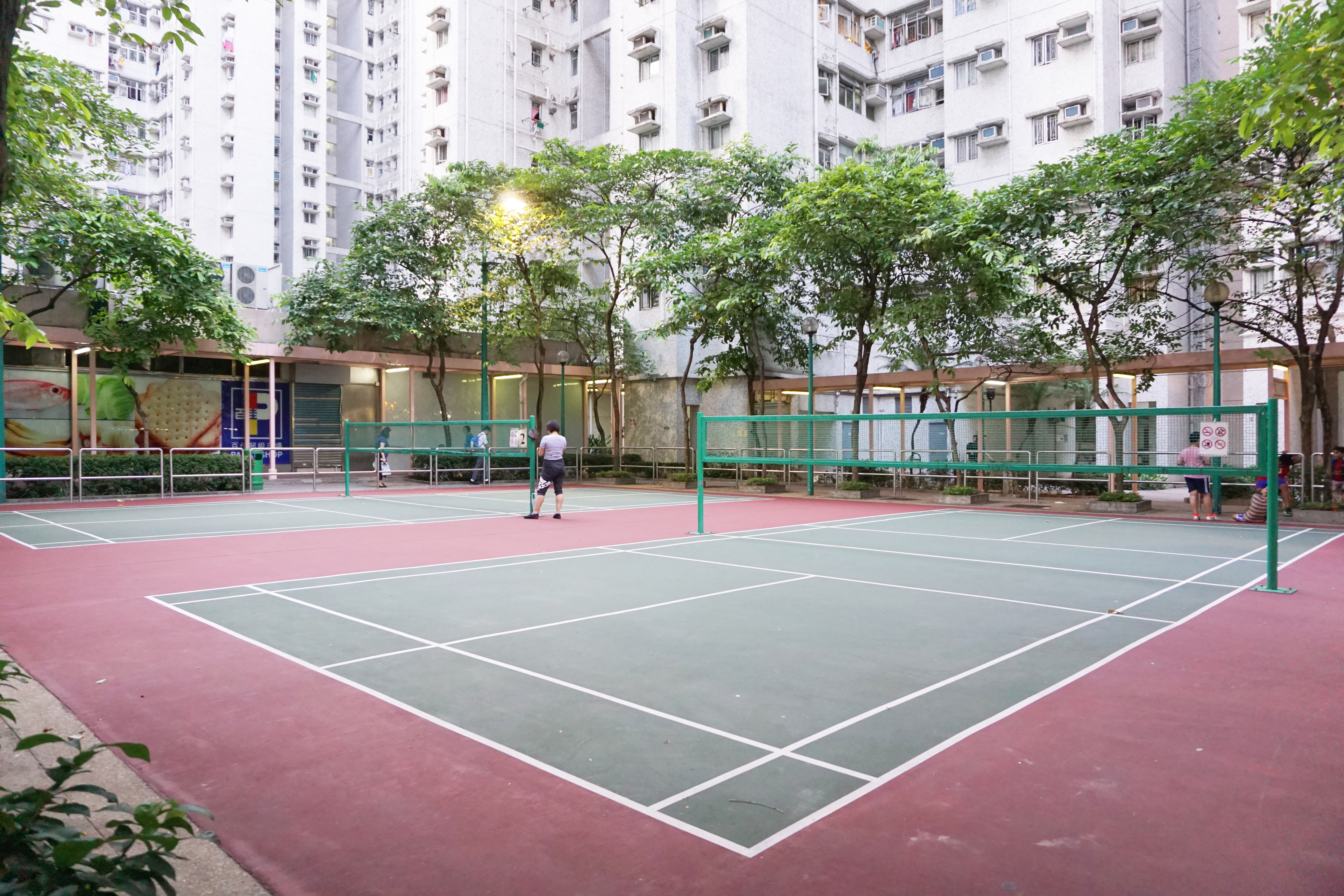
羽毛球場

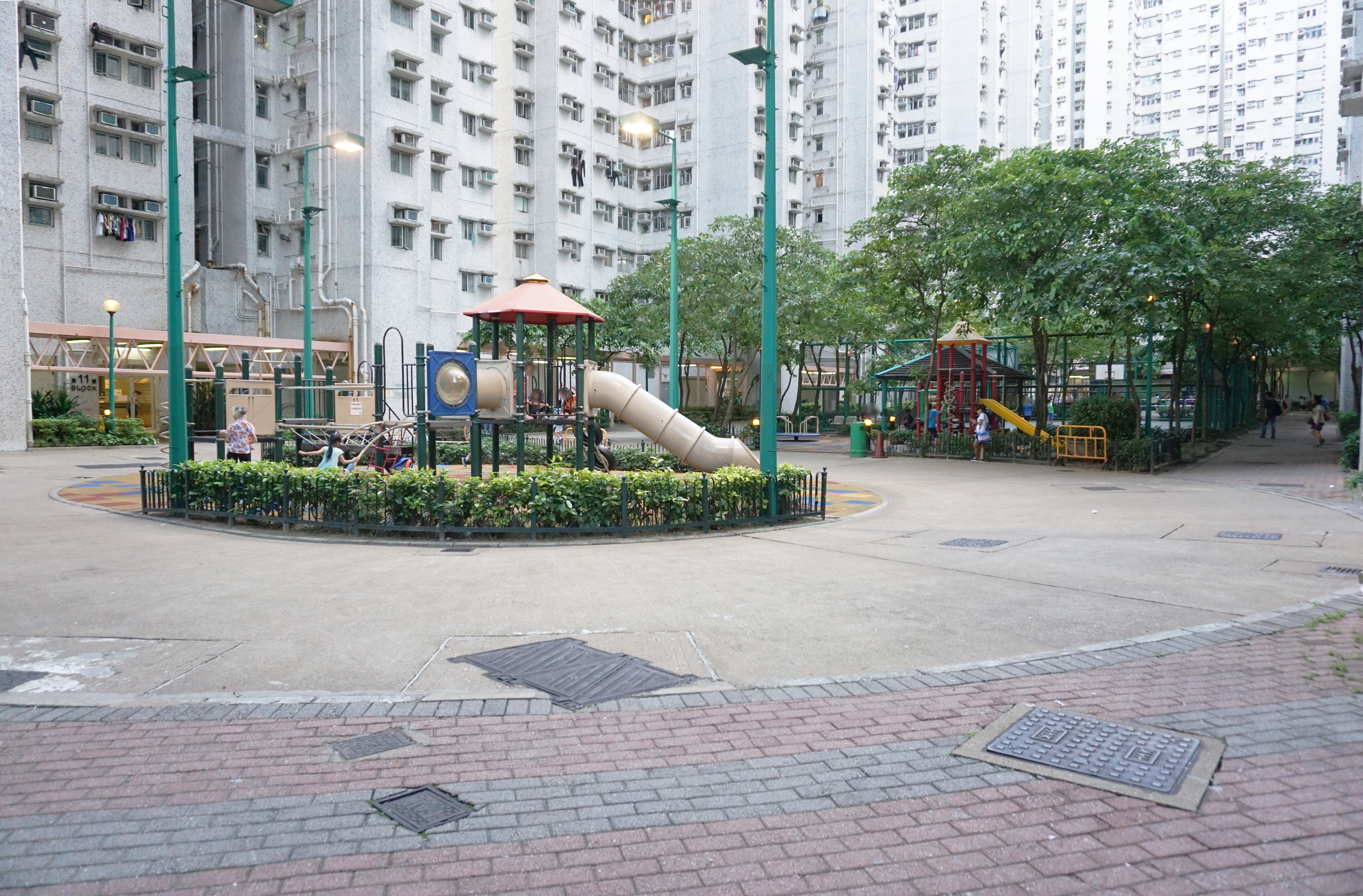
兒童遊樂場及籃球場

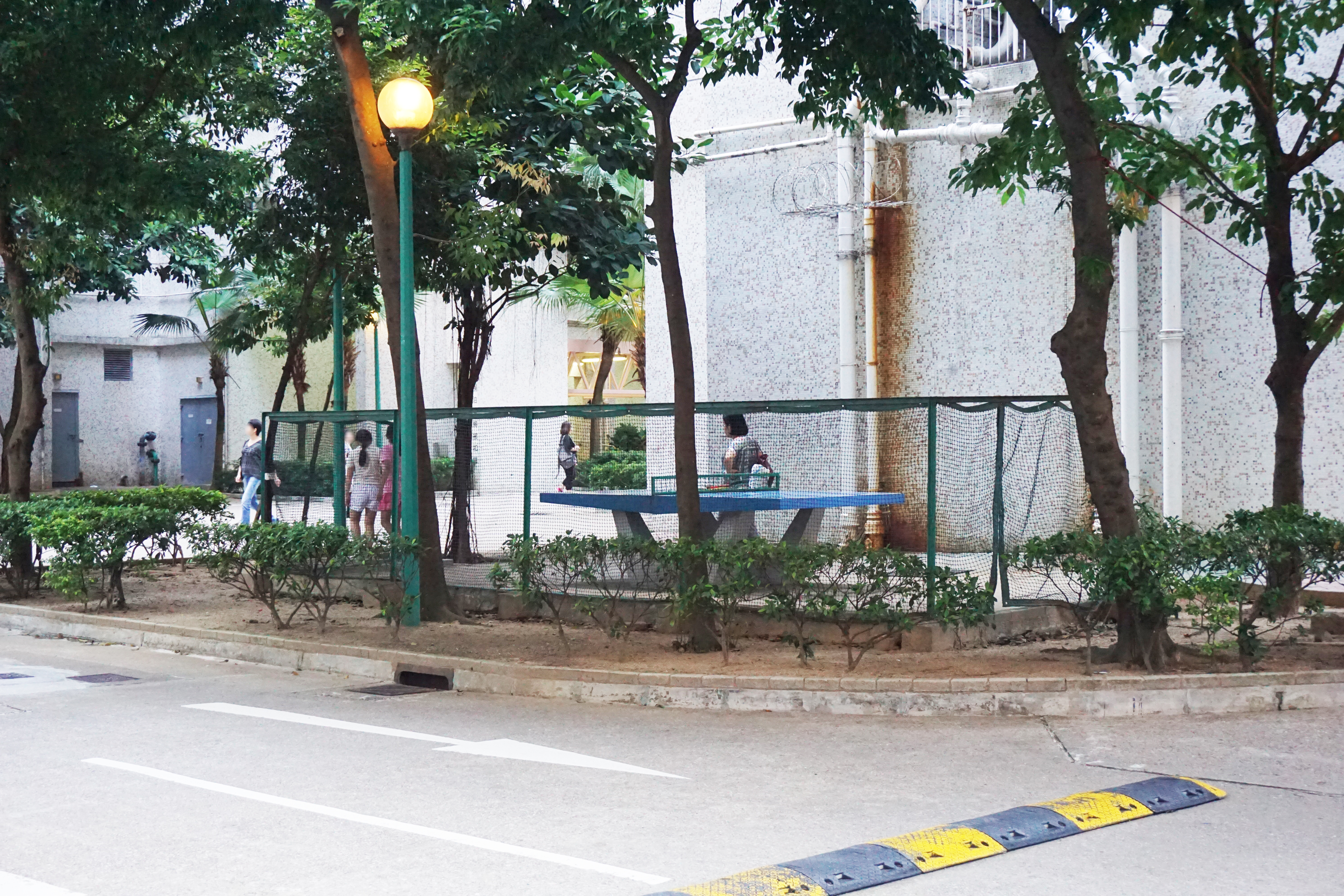
乒乓球檯

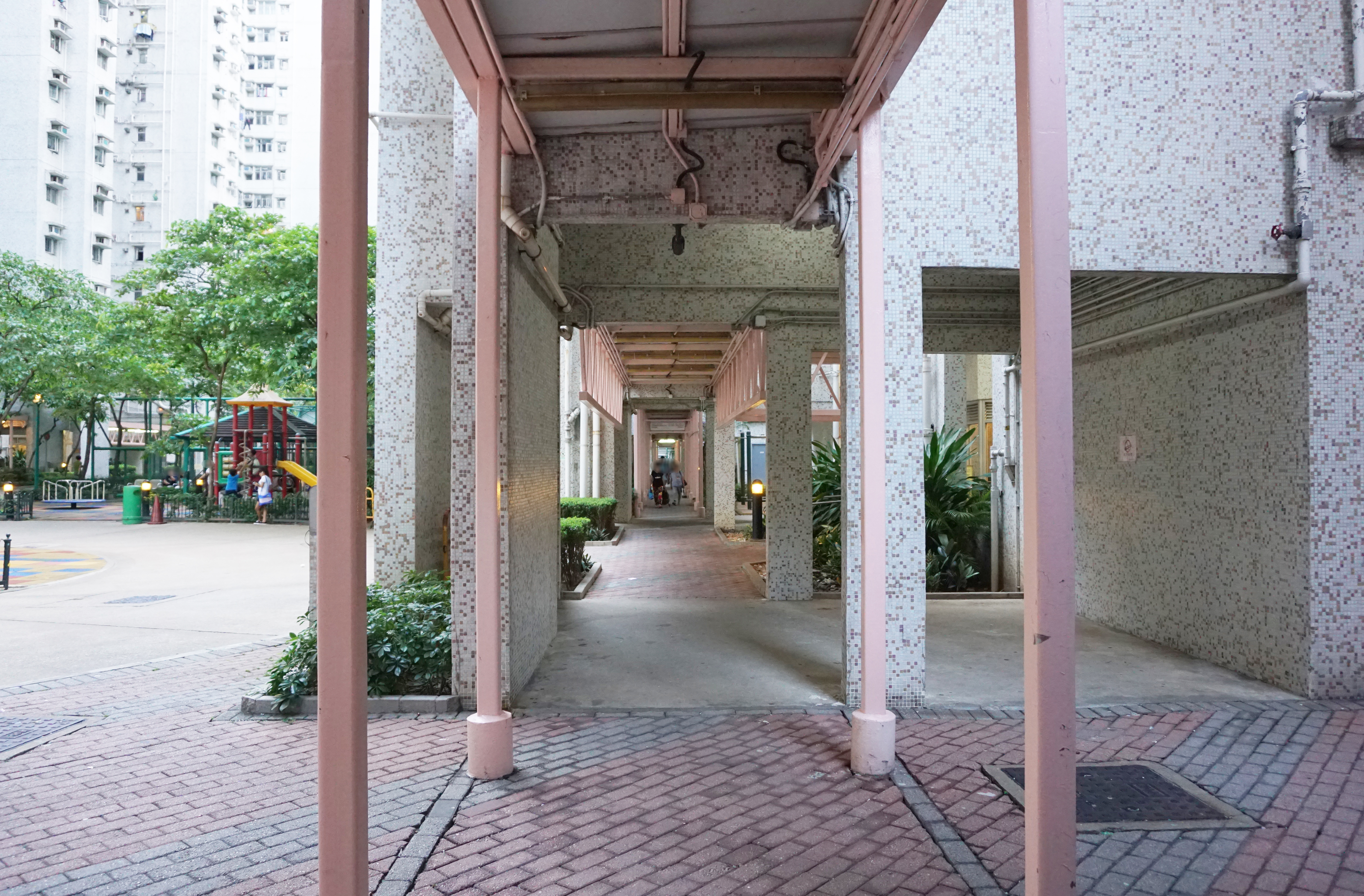
有蓋行人通道

### 簡述
| 屋苑地址 | 九龍旺角西海庭道8號（第一期7-18座） 九龍旺角西海庭道16號（第二期1-6座）                   |
| 每座層數 | 22層（第1-3座、7-11、13-18 座） 20層（第4-6座） 23層（第12座） 間隔分為兩房兩廳及三房兩廳 |
| 屋苑範圍 | 約 38,100 平方米                                                                          |
| 屋苑商舖 | 88 家                                                                                     |
| 停車位   | 九層高停車場合共 513 車位（第一期） 兩層高停車場合共 168 車位（第二期）                   |
| 屋苑設施 | 足球場、籃球場、網球場、羽毛球場、 排球場、乒乓球桌、遊樂場、健身設備、 涼亭、有蓋行人路  |

### 樓宇
| 樓宇座號 | 門牌號碼         | 樓宇類型                    | 落成日期 | 每座層數 | 每層伙數 | 每座單位數目（伙） | 建築師                            | 承建商   | 提供升降機的廠商 | 期數 |
| -------- | ---------------- | --------------------------- | -------- | -------- | -------- | ------------------ | --------------------------------- | -------- | ---------------- | ---- |
| 第1座    | 旺角西海庭道16號 | 私人參建居屋樓宇 （標準形） | 1998年   | 22       | 10       | 220                | 周氏建築師事務所 （周念申建築師） | 耀榮建築 | 东芝             | 2    |
| 第2座    | 旺角西海庭道16號 | 私人參建居屋樓宇 （標準形） | 1998年   | 22       | 10       | 220                | 周氏建築師事務所 （周念申建築師） | 耀榮建築 | 东芝             | 2    |
| 第3座    | 旺角西海庭道16號 | 私人參建居屋樓宇 （標準形） | 1998年   | 22       | 10       | 220                | 周氏建築師事務所 （周念申建築師） | 耀榮建築 | 东芝             | 2    |
| 第4座    | 旺角西海庭道16號 | 私人參建居屋樓宇 （標準形） | 1998年   | 20       | 10       | 200                | 周氏建築師事務所 （周念申建築師） | 耀榮建築 | 东芝             | 2    |
| 第5座    | 旺角西海庭道16號 | 私人參建居屋樓宇 （標準形） | 1998年   | 20       | 10       | 200                | 周氏建築師事務所 （周念申建築師） | 耀榮建築 | 东芝             | 2    |
| 第6座    | 旺角西海庭道16號 | 私人參建居屋樓宇 （標準形） | 1998年   | 20       | 10       | 200                | 周氏建築師事務所 （周念申建築師） | 耀榮建築 | 东芝             | 2    |
| 第7座    | 旺角西海庭道8號  | 私人參建居屋樓宇 （標準形） | 1998年   | 22       | 10       | 220                | 周氏建築師事務所 （周念申建築師） | 耀榮建築 | 东芝             | 1    |
| 第8座    | 旺角西海庭道8號  | 私人參建居屋樓宇 （標準形） | 1998年   | 22       | 10       | 220                | 周氏建築師事務所 （周念申建築師） | 耀榮建築 | 东芝             | 1    |
| 第9座    | 旺角西海庭道8號  | 私人參建居屋樓宇 （標準形） | 1998年   | 22       | 10       | 220                | 周氏建築師事務所 （周念申建築師） | 耀榮建築 | 东芝             | 1    |
| 第10座   | 旺角西海庭道8號  | 私人參建居屋樓宇 （標準形） | 1998年   | 22       | 10       | 220                | 周氏建築師事務所 （周念申建築師） | 耀榮建築 | 东芝             | 1    |
| 第11座   | 旺角西海庭道8號  | 私人參建居屋樓宇 （標準形） | 1998年   | 22       | 10       | 220                | 周氏建築師事務所 （周念申建築師） | 耀榮建築 | 东芝             | 1    |
| 第12座   | 旺角西海庭道8號  | 私人參建居屋樓宇 （標準形） | 1998年   | 23       | 10       | 228                | 周氏建築師事務所 （周念申建築師） | 耀榮建築 | 东芝             | 1    |
| 第13座   | 旺角西海庭道8號  | 私人參建居屋樓宇 （標準形） | 1998年   | 22       | 10       | 220                | 周氏建築師事務所 （周念申建築師） | 耀榮建築 | 东芝             | 1    |
| 第14座   | 旺角西海庭道8號  | 私人參建居屋樓宇 （標準形） | 1998年   | 22       | 10       | 220                | 周氏建築師事務所 （周念申建築師） | 耀榮建築 | 东芝             | 1    |
| 第15座   | 旺角西海庭道8號  | 私人參建居屋樓宇 （標準形） | 1998年   | 22       | 10       | 220                | 周氏建築師事務所 （周念申建築師） | 耀榮建築 | 东芝             | 1    |
| 第16座   | 旺角西海庭道8號  | 私人參建居屋樓宇 （標準形） | 1998年   | 22       | 10       | 220                | 周氏建築師事務所 （周念申建築師） | 耀榮建築 | 东芝             | 1    |
| 第17座   | 旺角西海庭道8號  | 私人參建居屋樓宇 （標準形） | 1998年   | 22       | 10       | 220                | 周氏建築師事務所 （周念申建築師） | 耀榮建築 | 东芝             | 1    |
| 第18座   | 旺角西海庭道8號  | 私人參建居屋樓宇 （標準形） | 1998年   | 22       | 10       | 220                | 周氏建築師事務所 （周念申建築師） | 耀榮建築 | 东芝             | 1    |

## 教育

### 幼稚園
- 迦南幼稚園（富榮花園）（页面存档备份，存于）（1999年創辦）

### 小學
- 油蔴地天主教小學（海泓道）（1968年創辦）
- 保良局陳守仁小學（1999年創辦）

### 中學
- 香港管理專業協會李國寶中學（2000年創辦）

### 大專
- 香港專上學院西九龍校園

## 附近物業
- 海富苑
- 柏景灣
- 帝柏海灣
- 帝峰·皇殿
- 西九龍政府合署
- 海庭道綜合大樓（擬建）

## 附近商場
- 海富商場
- 奧海城二期、三期
- 中港薈

## 附近休憩用地
- 櫻桃街公園
- 奧海公園

## 外部連結
- 富榮花園法團網頁 （页面存档备份，存于）
- 香港房屋委員會 - 富榮花園資料頁 （页面存档备份，存于）
- 其士富居物業管理有限公司 （页面存档备份，存于）